# Nieuziemione połączenia wyrównawcze miejscowe
Nieuziemione połączenia wyrównawcze miejscowe - środek ochrony przeciwporażeniowej dodatkowej (przy uszkodzeniu izolacji) polegający na przeciwdziałaniu pojawienia się niebezpiecznego napięcia dotykowego. Uzyskuje się go przez połączenie ze sobą wszystkich części przewodzących jednocześnie dostępnych i części przewodzących obcych. W razie uszkodzenia izolacji nie wystąpi, między połączonymi w ten sposób częściami, różnica potencjałów. Ten system połączeń ochronnych nie może być połączony z ziemią. Nieuziemione połączenie wyrównawcze stosuje się w pomieszczeniach izolowanych lub w obwodach separowanych, w których zasila się więcej niż jeden odbiornik.